# Recuerdos traumáticos
El manejo de los recuerdos traumáticos es importante cuando se tratan trastornos de salud mental como el trastorno de estrés postraumático (Post-traumatic stress disorder = PTSD). Los recuerdos traumáticos pueden causar problemas de vida incluso a personas que no cumplen los criterios de diagnóstico de un trastorno de salud mental. Son resultado de experiencias traumáticas, incluidos desastres naturales como terremotos y tsunamis; eventos violentos como secuestros, ataques terroristas, guerras, violencia doméstica y violaciones. Los recuerdos traumáticos son naturalmente estresantes por naturaleza y abruman emocionalmente los mecanismos de afrontamiento existentes de las personas.
Cuando objetos simples como una fotografía o eventos como una fiesta de cumpleaños traen recuerdos traumáticos a la mente, las personas a menudo intentan excluir la experiencia no deseada de sus mentes para poder seguir adelante con la vida, con distintos grados de éxito. La frecuencia de estos recordatorios disminuye con el tiempo para la mayoría de las personas. Existen fuertes diferencias individuales en la velocidad a la que se produce el ajuste. Para algunas personas, el número de recuerdos intrusivos disminuye rápidamente a medida que la persona se adapta a la situación, mientras que para otras los recuerdos intrusivos pueden continuar durante décadas con una interferencia significativa en su bienestar mental, físico y social.
Se han desarrollado varias psicoterapias que modifican, debilitan o previenen la formación de recuerdos traumáticos. Los métodos farmacológicos para borrar recuerdos traumáticos son actualmente objeto de investigación activa. La capacidad de borrar recuerdos traumáticos específicos, incluso si fuera posible, crearía problemas adicionales y, por lo tanto, no necesariamente beneficiaría al individuo.

## Efectos

### Impacto biológico
El estrés psicológico intenso causado por recuerdos no deseados y problemáticos puede hacer que estructuras cerebrales como la amígdala, el hipocampo y la corteza frontal se activen mientras procesan el recuerdo. En relación con esto, hay cierta evidencia mediante neuroimagen (fMRI) de que aquellos que son susceptibles al PTSD tienen un hipocampo de tamaño reducido. Las investigaciones también han demostrado que la actividad suprarrenal provocada por un estrés intenso aumenta drásticamente la actividad en la amígdala y provoca cambios en el funcionamiento del cerebro, además de alterar los indicadores fisiológicos del estrés: la frecuencia cardíaca, la presión arterial y un aumento de las enzimas salivales, todo lo cual varía según las respuestas individuales al estrés.
Los niños que han estado expuestos a eventos traumáticos a menudo muestran déficits de aprendizaje y memoria basados en el hipocampo. Estos niños sufren académica y socialmente debido a síntomas como fragmentación de la memoria, pensamientos intrusivos, disociación y flashbacks, todos los cuales pueden estar relacionados con la disfunción del hipocampo.

### Impacto psicosocial
Las personas que se sienten angustiadas por recuerdos traumáticos no deseados, que pueden estar "reviviendo" constantemente a través de pesadillas o flashbacks, pueden retirarse de su familia o de sus círculos sociales para evitar exponerse a recordatorios de sus recuerdos traumáticos. La agresión física, los conflictos y el mal humor provocan disfunciones en las relaciones con la familia, el cónyuge, los hijos y otras personas importantes. Para hacer frente a sus recuerdos, a menudo recurren al abuso de sustancias, drogas o alcohol para lidiar con la ansiedad. La depresión, la ansiedad severa y el miedo suelen tener su origen en recuerdos traumáticos. Si persisten los síntomas de apatía, sensación de incapacidad para controlar el comportamiento impulsivo, insomnio o irritabilidad, la persona puede comentarlo con su médico de familia o un psicoterapeuta.

### Consolidación
Los recuerdos traumáticos se forman después de una experiencia que provoca altos niveles de excitación emocional y la activación de las hormonas del estrés. Estos recuerdos se convierten en memorias a largo plazo (MLP) consolidadas, estables y duraderas a través de la síntesis de proteínas solo unas horas después de la experiencia inicial. La liberación del neurotransmisor noradrenalina juega un papel importante en la consolidación de la memoria traumática. La estimulación de los receptores beta-adrenérgicos durante la excitación y el estrés fortalece la consolidación de la memoria. El aumento de la liberación de noradrenalina inhibe la corteza prefrontal, que desempeña un papel en el control de las emociones, así como en la extinción o supresión de la memoria. Además, la liberación también sirve para estimular la amígdala, que juega un papel clave en la generación de conductas de miedo. 

### Reconsolidación
La reconsolidación de la memoria es un proceso de recuperación y alteración de una memoria a largo plazo preexistente. La reconsolidación después de la recuperación se puede utilizar para fortalecer los recuerdos existentes y actualizar o integrar nueva información. Esto permite que la memoria sea dinámica y plástica por naturaleza. Al igual que en la consolidación de la memoria, la reconsolidación implica la síntesis de proteínas. La inhibición de esta síntesis de proteínas directamente antes o después de la recuperación de un recuerdo traumático puede alterar la expresión de ese recuerdo. Cuando un recuerdo se reactiva pasa a un estado lábil, lo que permite tratar a pacientes con trastorno de estrés postraumático u otros trastornos similares basados en la ansiedad. Esto se hace reactivando una memoria para que se inicie el proceso de reconsolidación. Una fuente describió el proceso de esta manera: "Se trae a la mente información antigua, se modifica con la ayuda de medicamentos o intervenciones conductuales y luego se vuelve a almacenar con nueva información incorporada". Este proceso plantea algunos problemas éticos graves, ya que la reactivación de recuerdos traumáticos puede ser muy dañina y en algunos casos causar ataques de ansiedad y niveles extremos de estrés. La inhibición de la reconsolidación es posible mediante medios farmacológicos. Se puede utilizar la administración de varios tipos diferentes de antagonistas de la síntesis de proteínas para bloquear la síntesis de proteínas que se produce después de que se reactiva un recuerdo traumático. La inhibición de la creación de nuevas proteínas detendrá el proceso de reconsolidación y hará que la memoria sea imperfecta.

## Intervenciones farmacológicas
El uso de agentes químicos como medio para alterar recuerdos traumáticos tiene una base en la teoría de consolidación molecular (Molecular Consolidation Theory). La teoría de la consolidación molecular dice que la memoria se crea y se solidifica (o consolida) mediante reacciones químicas específicas en el cerebro. Inicialmente, los recuerdos existen en un estado plástico y lábil antes de codificarse más sólidamente. Se ha argumentado que la consolidación de la memoria ocurre más de una vez: cada vez que se recuerda un recuerdo, éste vuelve a un estado lábil. Afirma que las cosas que causan pérdida de memoria después del aprendizaje inicial también pueden conducir a la pérdida de memoria después de la reactivación o recuperación y es mediante la aplicación de una intervención farmacológica en este punto plástico mediante el cual se puede borrar un recuerdo traumático.

### La importancia de la amígdala

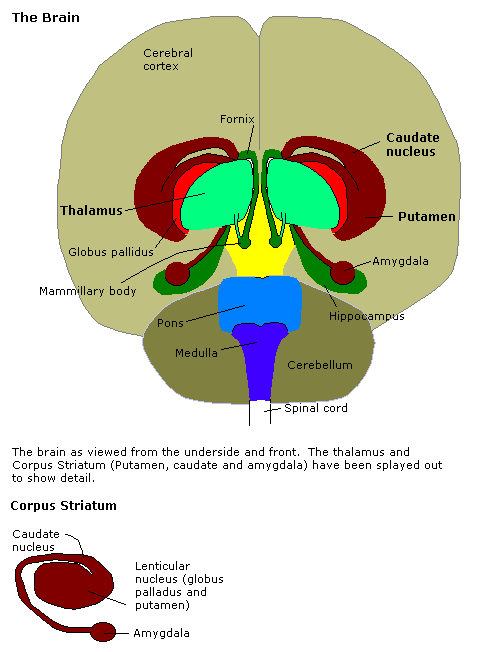
Cerebro humano en orientación coronal. Las amígdalas se muestran en rojo oscuro.

La amígdala es una estructura cerebral importante cuando se trata de aprender respuestas de miedo, en otras palabras, influye en cómo las personas recuerdan cosas traumáticas. Se ha demostrado que hay un aumento del flujo sanguíneo a esta zona cuando las personas miran caras aterradoras o recuerdan acontecimientos traumáticos. Las investigaciones también han demostrado que el núcleo lateral de la amígdala es un sitio crucial de los cambios neuronales que ocurren durante el condicionamiento del miedo.
En pruebas con ratas, se demostró que las lesiones en la amígdala basolateral reducían los efectos de mejora de la memoria de los glucocorticoides. De la misma manera, las infusiones posteriores al entrenamiento de antagonistas de los receptores β-adrenérgicos (betabloqueantes) sistémicamente o en la amígdala basolateral redujeron la adquisición del miedo, mientras que las infusiones en otras áreas del cerebro no lo hicieron. En consonancia con esto, las infusiones de agonistas del receptor β mejoraron la consolidación de la memoria. Los investigadores concluyen que la amígdala es un mediador importante de los efectos de mejora de la memoria de los glucocorticoides y la epinefrina.

#### Anisomicina
La consolidación de la memoria requiere la síntesis (creación) de ciertas proteínas en la amígdala. Se ha demostrado que la alteración de la síntesis de proteínas en la amígdala impide la memoria a largo plazo del condicionamiento del miedo. La anisomicina inhibe la producción de proteínas. En pruebas en las que se administró a los núcleos laterales y basales de la amígdala de ratas, las ratas demostraron que habían olvidado las respuestas de miedo que habían sido condicionadas a mostrar.

#### U0126
U0126 es un inhibidor de MAPK, altera la síntesis de las proteínas necesarias para reconsolidar la memoria. Las investigaciones han demostrado que la administración de este fármaco en ratas está correlacionada con una reducción de la potenciación sináptica en la amígdala lateral. Esto significa que las neuronas en esta área que son selectivas para un determinado recuerdo de miedo se activan con menor facilidad en respuesta al recuerdo cuando se ven afectadas por la droga, en comparación con la facilidad con la que se activan sin la droga presente.
Utilizando U0 126, los investigadores pudieron eliminar selectivamente un recuerdo de miedo para un tono de audio específico y dejar un recuerdo de miedo para otro tono de audio en un grupo de ratas. Esto se observó registrando la actividad cerebral en la amígdala de estas ratas cuando se les presentaron tonos que habían sido condicionadas a temer.

#### Propranolol
El propranolol es un bloqueador de los receptores beta-adrenérgicos de la amígdala, que generalmente están unidos por las hormonas del estrés liberadas por la glándula suprarrenal: epinefrina y norepinefrina.
Investigación que explora la idea de que el bloqueo de estos receptores interrumpiría la creación de proteínas necesarias para consolidar recuerdos aterradores en la amígdala. El propranolol es uno de esos bloqueadores y en estudios se ha demostrado que previene la expresión y el regreso del miedo en sujetos humanos
Otro estudio mostró que las historias que estimulaban las emociones generalmente predecían una mejor recuperación de la memoria que las historias que lo hacían menos. Los sujetos que leyeron o escucharon estas historias estimulantes fueron menos capaces de recordar los detalles en respuesta a preguntas de opción múltiple o en el recuerdo libre cuando se les había administrado una dosis de propranolol antes de la exposición a la historia.

#### D-cicloserina
Se ha demostrado que los receptores NMDA en la amígdala desempeñan un papel fundamental en la extinción (olvido) y la adquisición (recuerdo).
Los compuestos endógenos normales que bloquean la activación de los receptores NMDA impiden el olvido. Sabiendo esto, los investigadores plantearon la hipótesis de que hiperactivar estos receptores (en lugar de bloquearlos) mejoraría su actividad y aumentaría el olvido. La D-cicloserina es una sustancia química que potencia (agonista) la actividad de los receptores NMDA. Se demostró que cuando se utilizó en ratas, la D-cicloserina producía resultados que reflejaban esta idea. Las ratas a las que se les administró el medicamento presentaron mayores niveles de olvido que las ratas a las que no se lo administraron.

#### Neuropéptido Y
Los receptores del neuropéptido Y tienen una gran concentración en la amígdala, que está implicada en la modulación del miedo. Una investigación en la que se administró el neuropéptido Y por vía intracerebroventricular mostró que era importante en la consolidación de la memoria porque aumentaba el olvido inmediato y a largo plazo. La antagonización de un subtipo del receptor del neuropéptido Y causó el efecto opuesto: disminuyó la probabilidad de olvidar un recuerdo aterrador.

## Tratamientos psicoterapéuticos

### Terapia de exposición
La terapia de exposición implica exponer gradualmente a los individuos a un estímulo que les resulta perturbador o les induce miedo hasta que ya no les provoque una respuesta emocional. Los estímulos pueden variar desde situaciones y objetos comúnmente temidos, como las alturas o hablar en público, hasta objetos y lugares aparentemente mundanos que se han vuelto angustiantes debido a una experiencia traumática. Si alguien está expuesto a una experiencia traumática, es común que la exposición a recordatorios, incluidos recuerdos, del evento desencadene ataques de ansiedad, angustia emocional y flashbacks. Un mecanismo común para lidiar con estos desencadenantes potenciales es evitar pensar en ellos y evitar situaciones en las que puedan estar expuestos a ellos. Esto puede afectar la calidad de vida al limitar los lugares que una persona siente que puede visitar y lo que se siente cómodo haciendo. Se ha encontrado evidencia que vincula las experiencias traumáticas tempranas con la agorafobia, un trastorno de ansiedad en el que las personas temen sufrir ataques de pánico al aire libre.
Al hacer que el paciente piense repetida y cuidadosamente sobre los estímulos o se enfrente a las emociones que está sintiendo, experimentará cada vez menos angustia. Se ha demostrado que al apuntar sistemáticamente a los recuerdos y estímulos angustiantes mediante terapia de exposición, los niveles de depresión y los síntomas de PTSD disminuyen significativamente. La realidad virtual se puede utilizar para simular las condiciones originales de un evento traumático para su uso en terapia de exposición. Esto es particularmente útil cuando los pacientes creen que los recuerdos de su experiencia son demasiado fuertes como para buscarlos y recuperarlos activamente. La realidad virtual se ha utilizado para tratar a personas con síntomas de PTSD derivados de los ataques terroristas del 11 de septiembre.

### Terapias cognitivo conductuales
Las investigaciones han demostrado que varias terapias cognitivo-conductuales son métodos eficaces para reducir la angustia emocional y los patrones de pensamiento negativos asociados con los recuerdos traumáticos tanto en quienes padecen trastorno de estrés postraumático como depresión. Una de estas terapias es la terapia centrada en el trauma. Esta terapia implica traer a la mente los elementos más perturbadores de un recuerdo traumático y utilizar una reestructuración cognitiva guiada por el terapeuta para cambiar la forma en que se piensa sobre los recuerdos. El cambio de evaluación generalmente implica resaltar que los sentimientos de muerte segura, peligro extremo, desesperanza e impotencia dentro de un recuerdo traumático no se aplican a la persona ahora, ya que sobrevivió al evento. La terapia también se centra en ampliar la memoria para que se recuerde más allá de las partes más traumáticas. Extendiéndolos hasta un punto donde la persona se sienta segura nuevamente, para que recuerde el evento de una manera más completa y con menos enfoque en los aspectos negativos. Por ejemplo, un recuerdo traumático de un combate en tiempos de guerra podría extenderse a después de la batalla, cuando la persona ya no estaba en peligro inmediato. Al procesar la memoria de esta manera, es menos probable que se entrometa en sus pensamientos como un flashback no deseado. El recuerdo también se vuelve menos vívido, menos angustioso y parece más distante de la vida presente de la persona.

### Desensibilización y reprocesamiento mediante movimientos oculares (EMDR)
La desensibilización y reprocesamiento por movimientos oculares (eye movement desensitization and reprocessing = EMDR) es una terapia para tratar recuerdos traumáticos que involucra elementos de terapia de exposición y terapia cognitiva conductual. A pesar de que aún persiste la controversia en algunos sectores, la EMDR está considerada como el método con el más alto nivel de eficacia para el PTSD por numerosas organizaciones, en particular por la Sociedad Internacional para Estudios del Estrés Traumático en un estudio exhaustivo de todos los tratamientos efectivos para el PTSD. Existe un modelo teórico extenso llamado procesamiento adaptativo de la información (PAI) que subyace al EMDR.El papel y el mecanismo de los movimientos oculares, o más generalmente, la estimulación de la atención dual bilateral (BLS) aún no están claros.aunque los primeros estudios ponen en duda su necesidad para la eficacia del EMDR. La mayoría de los terapeutas en ejercicio aún consideran que BLS es una parte integral del sistema.
EMDR comienza identificando recuerdos, cogniciones y sensaciones preocupantes con las que el paciente está luchando. Luego se encuentran pensamientos negativos que el paciente ha asociado con cada recuerdo. Mientras tanto la memoria como el pensamiento se mantienen en la mente, el paciente sigue un objeto en movimiento con los ojos. Después se discute un pensamiento positivo sobre el recuerdo con el objetivo de reemplazar la asociación que el pensamiento negativo tiene con el recuerdo por un pensamiento preferible. Los experimentos han demostrado que los recuerdos negativos específicos se recuerdan de forma menos vívida y con menos emoción después de los tratamientos con EMDR. Las respuestas de conductancia de la piel, una medida de estrés y excitación, también mostraron niveles más bajos cuando se trajeron a la mente recuerdos negativos tratados con EMDR.
Se ha propuesto un posible mecanismo para EMDR. A medida que se recuerdan los recuerdos, entran en un estado lábil, donde se vuelven vulnerables a ser olvidados nuevamente. Normalmente estos recuerdos se reconsolidarían, volviéndose más fuertes y permanentes nuevamente. Añadir movimientos oculares crea una demanda extra en la memoria de trabajo (que mantiene disponible la información utilizada actualmente). Esto hace que sea difícil retener todos los detalles de la memoria a la vez. Una vez que los recuerdos se reconsolidan, son menos emocionales y vívidos.

### Videojuegos
Emily Holmes, de la Universidad de Oxford, realizó un experimento que demostró que el videojuego Tetris podría ser un método potencial para reducir la fuerza de los recuerdos traumáticos. El experimento implicó que los participantes vieran imágenes de vídeo emocionalmente angustiantes. En comparación con un grupo de control, los participantes que jugaron Tetris experimentaron pensamientos mucho menos intrusivos y perturbadores sobre las imágenes a lo largo de un período de una semana. La capacidad de recordar detalles del metraje no se vio afectada por jugar al Tetris. A otro grupo de participantes expuestos a las mismas imágenes se les asignó una tarea diferente como distractor: un juego verbal de "concurso de pub ". Esto implicó responder preguntas de trivia sobre una variedad de temas no relacionados con el inquietante material de video. Los que participaron en la condición del pub quiz tuvieron más probabilidades de experimentar flashbacks en comparación con los que participaron en la condición sin tarea, esperando una cantidad de tiempo comparable sin una actividad, y en la condición de Tetris. Holmes y sus colegas concluyeron que no sólo los que jugaban al Tetris estaban distraídos, sino que lo estaban de un modo que servía para interrumpir la formación de recuerdos no deseados e intrusivos.
La explicación dada para el éxito de la administración de Tetris en comparación con otras intervenciones es que Tetris recurre en gran medida al poder de procesamiento visoespacial. Debido a que el cerebro sólo tiene un suministro limitado de recursos para procesar información, jugar Tetris dificulta la capacidad del cerebro de centrarse en otra información visual, como imágenes traumáticas. Sin embargo, los detalles del evento aún pueden pensarse y ensayarse verbalmente, ya que el Tetris no debería interferir con los procesos verbales del cerebro. Esto explica por qué los participantes podían recordar los detalles de las imágenes que veían pero aun así experimentaban menos flashbacks.
La neurociencia ha demostrado que los recuerdos son vulnerables a la alteración durante varias horas después de su formación. Holmes y sus colegas propusieron que debido a esto, los distractores visoespaciales como el Tetris, si se administran dentro de las seis horas posteriores a un evento traumático, podrían ayudar a prevenir los síntomas de los flashbacks. También hay cierta evidencia de que los recuerdos pueden volverse vulnerables a la interrupción incluso en períodos de tiempo más largos en un proceso conocido como reconsolidación.

## Preocupaciones éticas
La perspectiva del borrado o alteración de la memoria plantea cuestiones éticas. Algunas de ellas se refieren a la identidad, ya que la memoria parece desempeñar un papel en cómo las personas se perciben a sí mismas. Por ejemplo, si se borra un recuerdo traumático, una persona podría aún recordar eventos relacionados en su vida, como sus reacciones emocionales a experiencias posteriores. Sin el recuerdo original que les dé contexto, estos eventos recordados podrían llevar a los sujetos a verse a sí mismos como personas emocionales o irracionales. En Estados Unidos, el Consejo Presidencial de Bioética dedicó un capítulo a esta cuestión en su informe de octubre de 2003 Beyond Therapy. El informe desaconseja el uso de fármacos que mitiguen el efecto de los recuerdos traumáticos y advierte contra el tratamiento de las reacciones emocionales humanas a los acontecimientos de la vida como un problema médico.
También surgen problemas de autoengaño cuando se alteran los recuerdos. Evitar el dolor y la dificultad de lidiar con un recuerdo tomando un medicamento puede no ser un método honesto de afrontarlo. En lugar de abordar la verdad de la situación, se crea una nueva realidad alterada donde el recuerdo se disocia del dolor, o el recuerdo se olvida por completo. Otro problema que surge es exponer a los pacientes a riesgos innecesarios. Las experiencias traumáticas no necesariamente producen una memoria traumática a largo plazo, algunas personas aprenden a afrontar e integrar su experiencia y ésta deja de afectar sus vidas bastante rápidamente. Si se administran tratamientos farmacológicos cuando no son necesarios, como cuando una persona podría aprender a vivir sin medicamentos, puede quedar expuesta a efectos secundarios y otros riesgos sin causa. La pérdida de recuerdos dolorosos puede acabar causando más daño en algunos casos. Los recuerdos dolorosos, aterradores o incluso traumáticos pueden servir para enseñar a una persona a evitar determinadas situaciones o experiencias. Al borrar esos recuerdos se puede perder su función adaptativa, de advertir y proteger a los individuos. Otro posible resultado de esta tecnología es la falta de tolerancia. Si el sufrimiento inducido por eventos traumáticos fuera eliminable, las personas podrían volverse menos comprensivas hacia ese sufrimiento y ejercer más presión social sobre otros para borrar los recuerdos.
A pesar de los posibles riesgos y abusos, todavía puede ser justificable borrar recuerdos traumáticos cuando su presencia es tan perturbadora para algunos, y superarlos puede ser un proceso difícil.

## Véase also
- Gatillo de trauma